# Glaphyrolytta viridipennis
Glaphyrolytta viridipennis is een keversoort uit de familie van oliekevers (Meloidae). De wetenschappelijke naam van de soort is voor het eerst geldig gepubliceerd in 1865 door Burmeister.